# Knolliges Lungenkraut
Das Knollige Lungenkraut (Pulmonaria montana), auch Berg-Lungenkraut, ist eine Pflanzenart innerhalb der Familie der Raublattgewächse (Boraginaceae).

## Beschreibung

### Vegetative Merkmale
Beim Knolligen Lungenkraut handelt es sich um eine ausdauernde krautige Pflanze, die meist Wuchshöhen von 10 bis 40 Zentimetern erreicht. Der Stängel wächst aufrecht bis aufsteigend und ist nur spärlich drüsig behaart, daher wirkt er nicht klebrig. 
Die stängelständigen Laubblätter sind bei einer Breite von etwa 1 bis 2 Zentimetern etwa zwei- bis dreimal so lang wie breit und mit breitem Grund stängelumfassend. Ihre Oberseite ist ungefleckt, sehr selten auch mit hellgrünen Flecken besetzt. Die länglich-lanzettlich Grundblätter sind nach beiden Enden hin allmählich verschmälert und etwa vier- bis sechsmal so lang wie breit. Sie besitzen keine Spitzhöcker, haben keinen Grauschimmer und sind von sattgrüner Farbe. Die Oberseite ist von dicht stehenden Borsten rau.

### Generative Merkmale
Die Blütezeit liegt vorwiegend in den Monaten April und Mai. Die Blüten sitzen in ziemlich dichten, weich behaarten, nicht klebrigen Wickeln. Die zwittrigen, radiärsymmetrischen Blüten sind fünfzählig. Die Blütenstiele sind sehr kurz und zur Fruchtzeit herab gekrümmt. Die fünf Kelchblätter sind glockenförmig verwachsen, der Kelch ist zehnnervig und ist an der reifen Frucht vergrößert. Die zunächst rötlichen und wird später blauen bis dunkelvioletten Kronblätter sind röhrig verwachsen; die Kronröhre ist etwa so lang wie der Kelch. Es ist nur ein Kreis mit fünf Staubblättern vorhanden; die Staubfäden sind sehr kurz. Die Narbe ist kopfig.
Die Chromosomenzahl beträgt 2n = 22 oder 24.

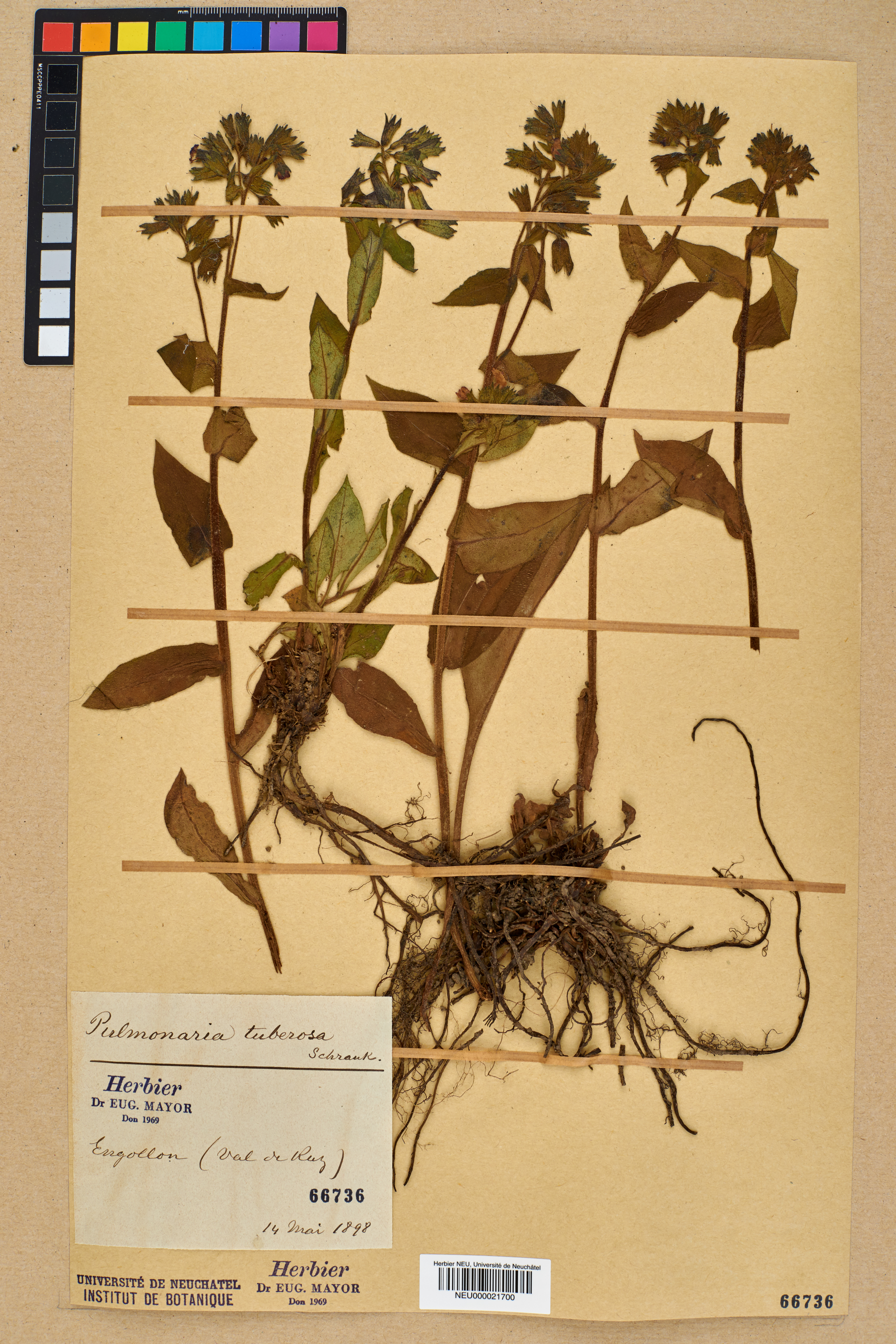
Herbarexemplar

## Verbreitung und Standort
Das Knollige Lungenkraut ist in Mitteleuropa selten. Es kommt vor in Frankreich, Deutschland, in der Schweiz, in Belgien und in Luxemburg.
In Deutschland findet man Pulmonaria montana vor allem im westlichen Gebiet, wie der Rheinprovinz und der Pfalz. Darüber hinaus ist es sehr selten oder fehlt ganz. Es ist in Deutschland nach der Bundesartenschutzverordnung (BArtSchV) besonders geschützt. Während Pulmonaria montana in Österreich nicht vorkommt, kann man sie im Schweizer Jura verbreitet finden. Darüber hinaus fehlt sie allerdings gänzlich.
Die ökologischen Zeigerwerte nach Landolt et al. 2010 sind in der Schweiz: Feuchtezahl F = 3+ (feucht), Lichtzahl L = 3 (halbschattig), Reaktionszahl R = 3 (schwach sauer bis neutral), Temperaturzahl T = 3 (montan), Nährstoffzahl N = 3 (mäßig nährstoffarm bis mäßig nährstoffreich), Kontinentalitätszahl K = 3 (subozeanisch bis subkontinental).
Das Knollige Lungenkraut wächst in Laubmischwäldern, an Waldrändern und auf Waldwiesen. Es gedeiht am besten auf frischen, zeitweilig staunassen, schweren Ton- und Lehmböden. Es ist eine Charakterart des Verbandes Carpinion, kommt aber auch in Gesellschaften der Ordnung Prunetalia oder des Verbands Trifolion medii vor.

## Taxonomie
Die Gattung Pulmonaria ist ausgesprochen komplex und schwierig. Zwischen den einzelnen Arten existieren zahlreiche Übergänge sowie hybride Formen. Teilweise sind die spezifischen Sippen nur durch Chromosomenanalyse bestimmbar. Die Verbreitungsangaben in der Literatur sind dadurch häufig nicht vollständig bzw. falsch. 
Das Knollige Lungenkraut lässt sich vom ähnlichen Hügel-Lungenkraut (Pulmonaria collina) unter anderem durch den nicht klebrigen Stängel, die stärker rauen Grundblätter und den nicht klebrigen Blütenstand abgrenzen.